# Durno
Durno (o Logie Durno), situata a 9.7 km) a nord-ovest di Inverurie, Aberdeenshire, Scozia, è il sito di un accampamento romano. Fu scoperto nel luglio del 1975 e scavato nel 1976-1977.

## Descrizione
Con una superficie tra i 57,2 e i 58,4 ettari, risulta essere il forte romano più esteso a nord del Vallo di Antonino. Le sue dimensioni eccezionali hanno lasciato supporre che fosse il luogo dove Gneo Giulio Agricola avesse radunato le sue forze prima della battaglia del Monte Graupio (84 d.), ma al momento non ci sono prove a supporto di questa teoria.